# Murat Erdoğan
Murat Erdoğan (sinh ngày 1 tháng 8 năm 1976 ở London, Anh) là một cầu thủ bóng đá người Anh of Turkish descent. Ông hiện tại là giám đốc thể thao cho Konyaspor từ mùa hè năm 2015. Trước đó ông cũng làm giám đốc thể thao cho Sivasspor từ tháng 6 năm 2013 đến tháng 2 năm 2014.

## Sự nghiệp chuyên nghiệp
Ông cũng thi đấu cho Sivasspor, Ankaraspor, Galatasaray, Gaziantepspor, İstanbulspor, Malatyaspor, Mersin İdman Yurdu, Sakaryaspor, Ankaragücü và Manisaspor. Vào tháng 9 năm 2009, ông chuyển đến Kasımpaşa S.K.